# Chlumetia alternans
Chlumetia alternans är en fjärilsart som beskrevs av Moore. Chlumetia alternans ingår i släktet Chlumetia och familjen nattflyn. Inga underarter finns listade i Catalogue of Life.